# Joop van Stigt

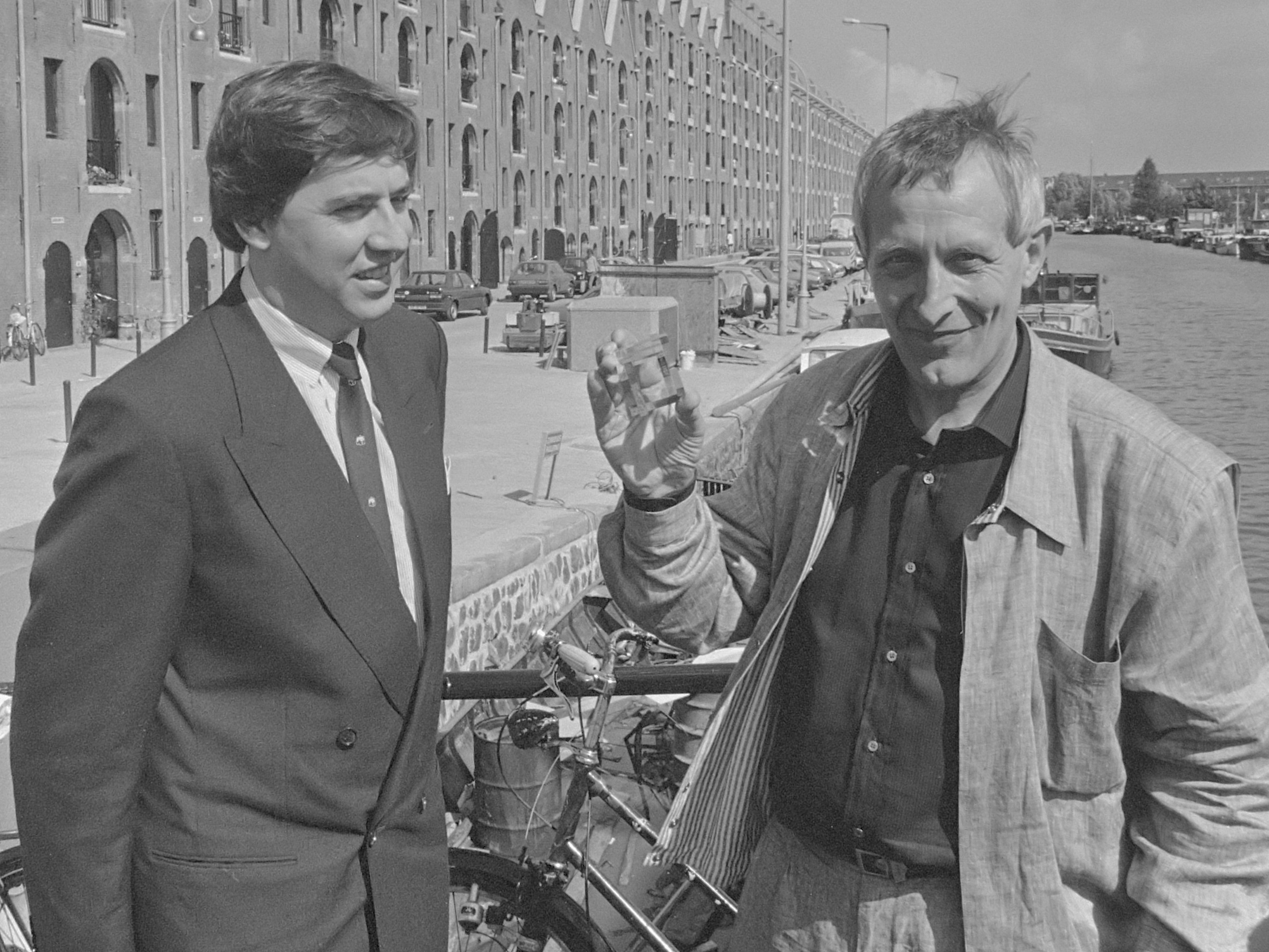
Minister Ed Nijpels (l) heeft in Amsterdam de BNA-kubus uitgereikt aan Joop van Stigt (1987)

Joop van Stigt (Amsterdam, 6 januari 1934 – aldaar, 4 november 2011) was een Nederlandse architect te Amsterdam. Hij valt te rekenen onder de stroming van het structuralisme.

## Levensloop
Joop van Stigt werd in 1934 geboren als negende in een katholiek gezin van veertien kinderen. Vijf jaar voor zijn geboorte was het gezin verhuist van de Jordaan naar de Vincent van Goghstraat in het 'Papendorp', een katholieke enclave aan de nieuwe zuidwestelijke rand van de Pijp, in het Plan Zuid van Berlage. Mede omdat zijn zeven jaar oudere broer graag missionaris wilde worden, besloot Van Stigt op twaalfjarige leeftijd dat hij scholen- en kerkenbouwer wilde worden in het buitenland.

### Opleiding en vroege loopbaan
Van 1947 tot 1949 volgde hij de technische school aan de broederopleiding van internaat Don Bosco in Leusden. Daarna deed hij de avondopleiding aan de U.T.S. Hendrik de Keyserschool in de Pijp. Na deze opleiding ging hij in dienst bij een timmerbedrijf waar hij verantwoordelijk was voor het tekenen en ontwerpen van trappen en balustrades. Daarnaast timmerde hij de betonbekistingen voor de nieuwbouw in de Westelijke Tuinsteden. In 1953 ging Van Stigt werken als tekenaar bij de architect Alexander Bodon nadat hij zijn diploma van de Stichting Vakopleiding Bouwbedrijf had behaald. Hier werkte hij onder meer aan de woningbouw aan het Confuciusplein in Slotermeer en het RAI-complex. Na zijn militaire dienst werkte Van Stigt vanaf mei 1956 twee jaar bij de architect Jan van der Linden.
In augustus 1956 begon hij met zijn opleiding aan de Academie van Bouwkunst. Hier kreeg hij les van Aldo van Eyck en studeerde hij samen met onder meer Piet Blom, Jan Verhoeven en Cees Dam. Van Eyck gaf hier avondlessen aan vakmensen zoals Van Stigt. Door hun werkervaring werden de studenten door Van Eyck als gelijken behandeld. Zo ging hij met ze in gesprek en moedigde hij hen aan hun eigen ideeën te ontwikkelen. Van Stigt zei later over de lessen van Van Eyck: 'Als hij ontwerpen besprak dan bracht hij er heel de geschiedenis bij te pas. Plots zat je in de renaissance of in de woestijn. Het was gewoon fantastisch.'
Van Stigt maakte aan de Academie veel indruk op Van Eyck door zijn tekenvaardigheid. Dit leidde ertoe dat hij in het voorjaar van 1958 door Van Eyck werd aangewezen als opzichter bij de bouw van het Burgerweeshuis. Wegens conflicten tussen hem, de aannemer en het bestuur van het weeshuis werd Van Eyck in 1959 weggestuurd door het bestuur waardoor Van Stigt de leiding kreeg. De aannemer was van mening dat de koepels die Van Eyck voor ogen had onmogelijk uit te voeren waren. Uiteindelijk zijn ze echter toch geproduceerd in prefabricatie met behulp van de tekeningen en berekeningen van Van Stigt. Na de oplevering van het Burgerweeshuis in 1960 trad Van Stigt in dienst bij Gert Boon tot het einde van zijn opleiding aan de Academie van Bouwkunst in 1961.

### Architectenbureau Van Stigt
Na zijn opleiding aan de Academie van Bouwkunst te hebben afgerond, besloot Van Stigt om mee te doen aan de Prix de Rome van 1962. Zijn ingezonden werk was goed genoeg om geselecteerd te worden voor de eindkamp. De kandidaten van de eindkamp moesten een kinderdorp ontwerpen in de gemeente Amerongen. De jury, met daarin onder meer Jaap Bakema en Dick Apon, was erg enthousiast over Van Stigts maquette, maar hoopte 'dat de kandidaat de weg zal vinden om zijn opvatting over structuur bepalende constructies zo te ontwikkelen dat deze wel bepalend maar niet dwingend voor de gedragingen van de mensen zullen zijn. Daarin is hij in dit plan nog niet mogen slagen.' Het ontwerp van Van Stigt kreeg een eervolle vermelding en de winst ging naar zijn studiegenoot Piet Blom.
Hoewel Van Stigt niet de Prix de Rome had gewonnen, leverde zijn ontwerp hem veel publiciteit op. Zo werd hij door de Rotterdamse architect Willem van Tijen benaderd om als partner toe te treden tot zijn bureau. Van Stigt sloeg dit aanbod af en richtte in december 1962 zijn eigen bureau op: Architectenbureau Van Stigt. Het werd al snel een familiebedrijf: Van Stigts echtgenote Gonny van Stigt-Amesz deed de boekhouding en zijn jongere broer WIllem voerde de directie op de bouw.
Hij realiseerde in de jaren zestig, zeventig en tachtig diverse structuralistische gebouwen. Belangrijke werken uit deze periode zijn de personeelskantine voor de Technische Universiteit in Enschede (1964-1965), het op een terp gebouwde raadhuis voor de toenmalige gemeente Ter Aar (1965-1968) en het gebouw van de Faculteit der Letteren te Leiden (1976-1982).
Van Stigt was voorts betrokken bij de totstandkoming van Almere Haven en ontwierp het woningbouwproject De Werven - de eerste woningen voor deze nieuwe stad.
Later richtte Van Stigt zich op grote renovatieprojecten als het Entrepotdok (1988) en de Oranje Nassau kazerne (1990) in Amsterdam, en De Inktpot (2000-2002) in Utrecht. Hij werd beschouwd als pionier op dit gebied.
Van 1988 tot en met 1999 was Van Stigt was hoogleraar Renovatie en Onderhoudstechnieken aan de faculteit Bouwkunde van de TU Delft. Na zijn emeritaat ging veel van zijn energie naar een langdurig opbouwproject bij de Dogon in Mali. Hij ontwierp er scholen en een provinciehuis. Sinds 1960 kwam hij al regelmatig bij de Dogon. In hun samenleving en cultuur grijpen architectuur, techniek en cultuur op een harmonieuze wijze in elkaar. In zijn architectuur komen daarom onder meer vierkante elementen voor, zoals in de kwadrantenwoningen in de Bijlmer.
De leiding over het Architectenbureau J. van Stigt, die hij sinds 1981 met zijn zoon André van Stigt deelde, kwam in 1999 geheel in handen van deze zoon. Zijn andere zoon Jurriaan van Stigt is een van de drie partners van LEVS Architecten.
Joop van Stigt overleed in 2011 op 77-jarige leeftijd.

## Projecten (selectie)
- nieuwbouw van het Afrikahuis in Amsterdam, De Pijp;
- renovatie van het Entrepotdok in Amsterdam;
- renovatie sociale woningbouwcomplex De Dageraad in Amsterdam-Zuid;
- herinrichting van Enghlenschild, Utrecht;
- nieuwbouw van Gouden Leeuw en Groenhoven, Amsterdam-Zuidoost;
- Faculteit der Letteren, Leiden

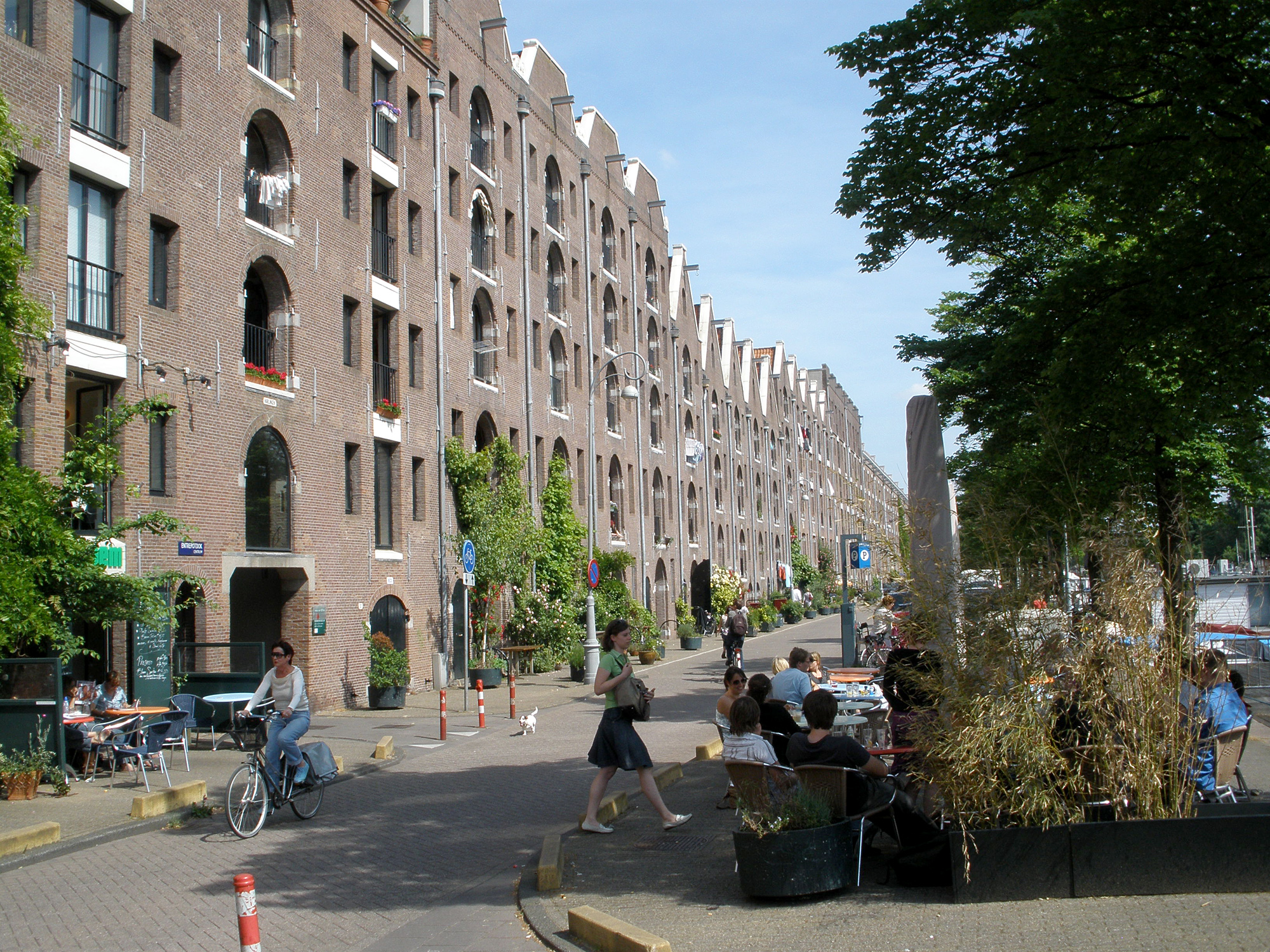
Entrepotdok in Amsterdam
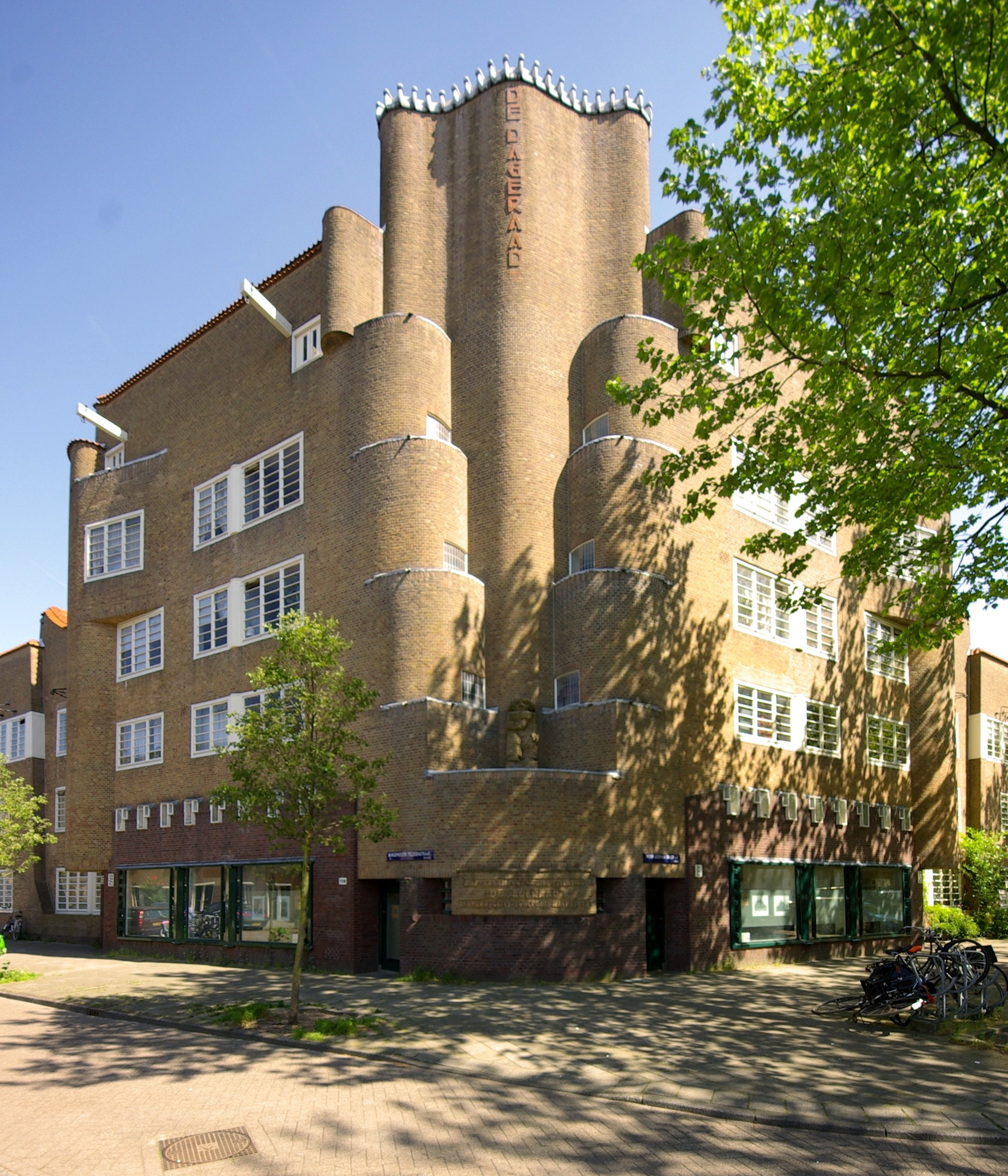
De Dageraad (Amsterdam)
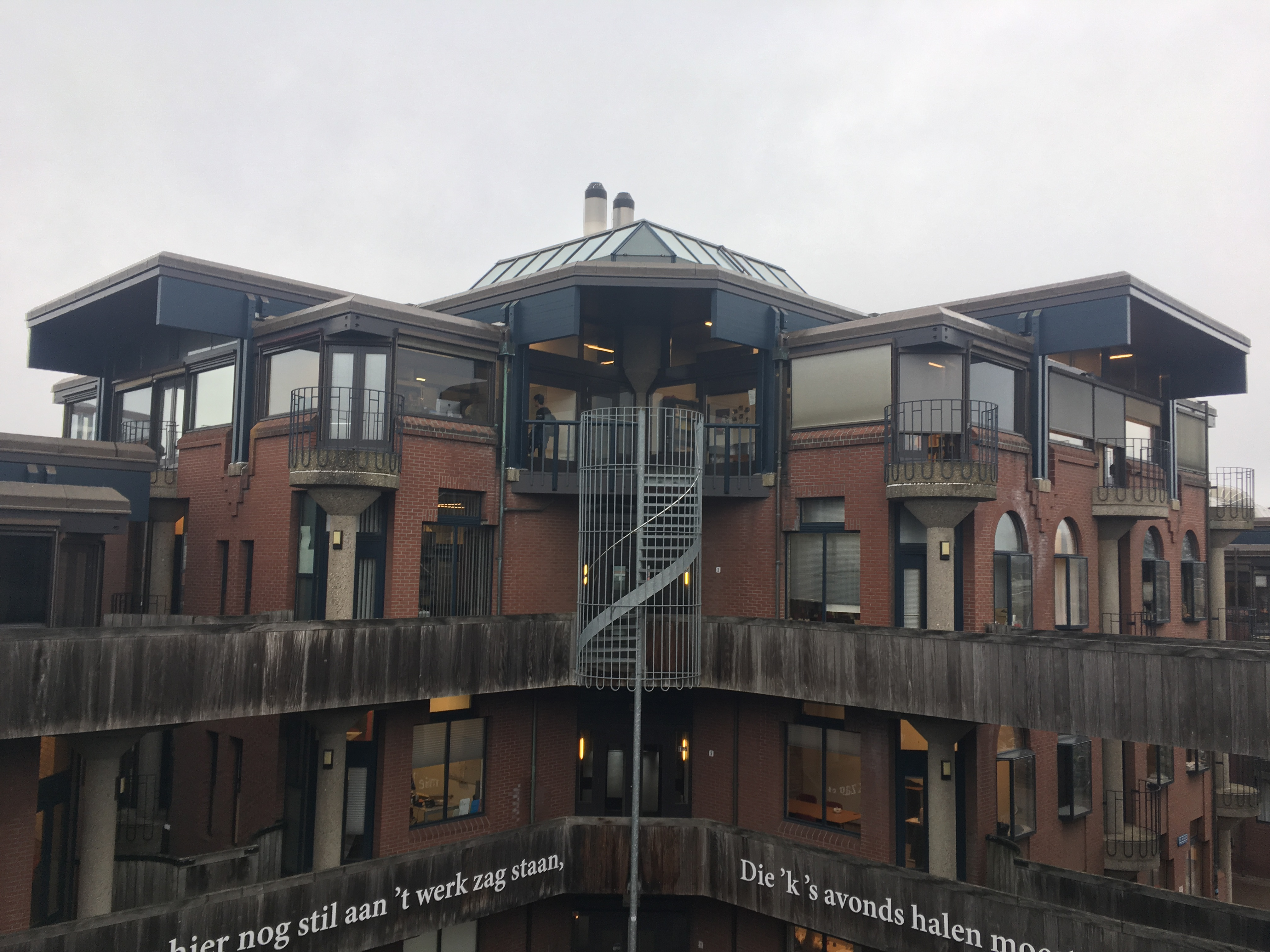
Faculteit der Letteren (Leiden)

## Erkenningen
Voor zijn werk kreeg Van Stigt diverse prijzen, waaronder
- 1965 - de A.J. van Eckprijs
- 1987 - de Wibautprijs van de gemeente Amsterdam
- 1987 - de BNA-Kubus
- 1989 - de Nationale Renovatieprijs

Van Stigt was Ridder in de Orde van de Nederlandsche Leeuw en Chevalier de L'Ordre National de Mali.